# Ru du Jard
Le ru du Jard ou cours d'eau 01 des Trois Moulins est un ruisseau français qui coule dans le département de Seine-et-Marne. C'est un affluent de l'Almont en rive droite.
Il est également dénommé parfois ru de Voisenon ou ru de Rubelles du nom des communes qu'il traverse.

## Hydronymie
Jard : Peut-être un mot régional signifiant « gravier caillouteux » ou « petits galets » formant des bancs sur les bords d'une rivière.

## Géographie
Le ru du Jard prend sa source au hameau du Petit-Jard sur le territoire de Vert-Saint-Denis, commune située dans le département de Seine-et-Marne. Il rejoint l'Almont à la limite des communes de Maincy et de Melun,.

## Communes traversées
- Vert-Saint-Denis
- Voisenon (c'est dans cette commune qu'il rencontre sur sa rive gauche le ru de Montereau-sur-le-Jard)
- Rubelles
- Maincy
- Melun

## Les ponts du ru du Jard
- Rubelles[3]

1. le pont routier de la route de Meaux (D636) qui permet de suivre le ru vers l'amont par le chemin du lavoir jusqu'à la rue de la faïencerie (débouché entre le n°20 et 22)
2. les deux ponts de la résidence des Ponceaux, où la voie entre le n°43 et 42 franchit un bras du ru puis au n°12 franchit le ru réuni.
3. le pont (piétonnier), permettant de rejoindre par un chemin depuis la rue des bertagnes (entrée entre les n°22 et 24) le boulevard Charles de Gaulle (D117) ; il est possible en restant en rive droite, sans traverser le pont, de longer vers l'aval le ru, par un chemin qui court et débouche en face du n°574 de la rue des 3 moulins (« chemin d'exploitation dit des Bertagnes » au cadastre, parcelle 298).